# 구니키다 돗포

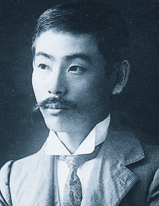

구니키다 돗포(일본어: 国木田 独歩, 1871년 8월 30일 ∼ 1908년 6월 23일)는 메이지시대에 활동한 일본 소설, 낭만시 저자이며 일본 자연주의의 발명가들 가운데 한 명으로 알려져 있다.
돗포의 작품은 평범한 사람들의 이야기를 통해 잔잔하면서도 인간의 심부를 해부하는 예리함, 내면의 자신과 직면하게 만드는 강한 흡입력, 스토리의 전개에 따른 의외성과 진실의 보편성을 아우르는 문학적 균형 감각을 갖추고 인생의 해답을 끊임없이 자문하게 만든다.

## 생애
1871년 치바(千葉) 현에서 태어났다. ‘돗포(独歩)’는 필명으로, 혼자서 걷기를 좋아했던 고독한 성향과 자유로움을 느끼게 한다. 70여 편의 단편 소설을 발표했고 시(詩), 고백론, 수필, 평론 등 다양한 장르의 작품을 썼다. 일본 근대문학사에서는 ‘천부적인 단편 작가’로 불린다. 유일한 장편소설인 ≪폭풍(暴風)≫을 연재하다 완성을 보지 못하고, 폐병이 악화되어 1908년 짧은 인생의 막을 내렸다.

## 평가
돗포 문학은 일본의 근대문학자들에게 큰 영향을 주었다. 문예평론가 나카지마 겐조는 존재의 자각을 일깨워 눈에 보이지 않는 곳에서 삶에 영향을 준다고 했다. 히라노 겐은 작품을 읽으면 잊고 있었던 원초적인 무엇인가가 다시 살아나는 느낌이 든다고 밝혔다. ‘육욕 소설의 선조’, ‘메이지 시대의 진정한 작가’라는 평도 있다. 아쿠타가와 류노스케는 돗포를 스트린드베리, 니체, 톨스토이 등과 견주었다. 돗포를 흔히 자연주의 문학의 선구자로 부르는 경우가 많지만, 돗포 스스로는 자신을 자연주의에 묶으려 하지 않았으며 돗포는 돗포라고 주장함으로써, 시류에 영합하지 않고 자신의 독자적인 문학관에 근거해 작품을 쓰고 있었다.

## 작품
돗포의 대표적 작품으로, 예나 지금이나 변하지 않는 무사시노의 자연미를 시정이 가득한 필치로 그려 낸 ＜무사시노＞가 있다. 이와이 슌지 감독의 영화 ＜4월 이야기＞의 배경이 된 지역이며, 영화에서 여주인공이 돗포의 ≪무사시노≫를 읽는 장면이 등장하기도 한다. ＜무사시노＞가 일본 근대문학사에 그 이름을 남기게 된 이유는 이전과는 다른 관점과 방식으로 무사시노를 표현했기 때문이다. 돗포 스스로 ‘아름다움이 아니라 시적 정취’가 무사시노에 어울린다고 말했듯이, 추상적 개념의 아름다움에서 벗어나 무사시노를 직접 경험하고 받은 감동을 시적 언어로 표현하겠다는 돗포의 열망이 느껴지는 작품이다.
이외에 스스로 동맥을 끊은 친구의 죽음 앞에서 죽음의 문제를 돌아보는 ＜죽음(死)＞, 저회취미(低徊趣味)라는 관점에서 한 인간을 가장 잘 드러낸 완벽에 가까운 사생문이라고 나쓰메 소세키가 극찬을 아끼지 않은 ＜순사(巡査)＞, 시대적 변화를 따라가지 못하고 운명의 톱니바퀴에 끼여 세상과 불협화음을 내며 살아간 한 인간을 그린 ＜도미오카 선생님(富岡先生)＞, 나약하기에 불행한 운명에서 벗어날 수 없었던 남자의 비극을 그린 ＜취중일기＞, 교육의 본질이 삶의 지혜와 맞닿아 있음을 보여 주면서 돗포가 추구하는 교육자와 영웅은 어떠한 것인가를 보여 주는 소설 ＜해돋이＞ 등 열 편의 단편이 실려 있다.

## 우리말 번역
- 김영식 옮김, 《무사시노 외》, 을유문화사, 2011년 8월 10일

이 책에 실린 작품: 겐 노인, 무사시노, 잊을 수 없는 사람들, 쇠고기와 감자, 소년의 비애, 그림의 슬픔, 가마쿠라 부인, 비범한 범인, 운명론자, 정직자, 여난, 봄 새, 궁사, 대나무 쪽문, 거짓 없는 기록

## 같이 보기
- 일본 문학